# Čas probuzení
Čas probuzení (v anglickém originále Awakenings) je americký dramatický film z roku 1990. Režizérkou filmu je Penny Marshall. Hlavní role ve filmu ztvárnili Robin Williams, Robert De Niro, Julie Kavner, John Heard a Penelope Ann Miller. Předlohou filmu byla kniha Awakenings (1973, česky Probouzení) britského neurologa Olivera Sackse.

## Obsazení
| Robin Williams      | Malcolm Sayer    |
| Robert De Niro      | Leonard Lowe     |
| Julie Kavner        | Eleanor Costello |
| John Heard          | Dr. Kaufman      |
| Penelope Ann Miller | Paula            |
| Max von Sydow       | Peter Ingham     |
| Ruth Nelson         | paní Lowe        |
| Alice Drummond      | Lucy             |
| Peter Stormare      | neurochemik      |

## Ocenění
Robert De Niro byl za svou roli v tomto filmu nominován na Oscara. Robin Williams byl za svou roli ve filmu nominován na Zlatý glóbus. Film získal další dvě nominace na Oscara (kategorie nejlepší film a scénář).